# Braunsmühle (Bischofsheim in der Rhön)

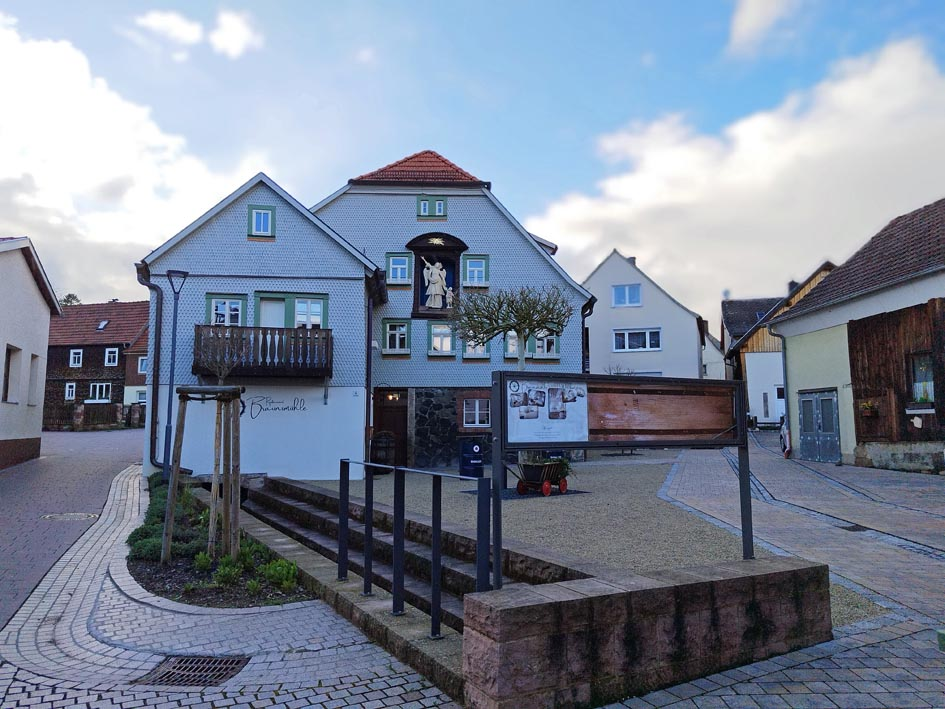
Ehemalige Braunsmühle in Bischofsheim in der Rhön

Die Braunsmühle ist eine ehemalige Getreidemühle der Gemeinde Bischofsheim in der Rhön (Landkreis Rhön-Grabfeld). Sie liegt im Stadtgebiet an einem Mühlbach der Brend (Fluss) und ist als Baudenkmal denkmalgeschützt.

## Geschichte der Mühle
Das heutige Gebäude der Braunsmühle stammt aus dem 18. Jahrhundert. Bis 1890 hatte die Mühle zwei Mühlräder. In den 1970er Jahren wurde hier noch Korn gemahlen. Ab 2009 übernahm die Stadt Bischofsheim die Mühle. Von 2016 bis 2020 wurde die Mühle umfassend renoviert. In der neuen Gaststube befindet sich ein Restaurant.